# VY Aquarii
VY Aquarii, auch VY Aqr, ist eine Zwergnova, und damit ein kataklysmisch Veränderliches Doppelsternsystem, das 1907 von Frank Elmore Ross entdeckt wurde.
Die meiste Zeit ist VY Aquarii im Ruhezustand bei einer visuellen Leuchtkraft von 17m bis 17,5m. Nach Ausbrüchen auf etwa neunte Größenordnung in den Jahren 1907, 1962 und 1973 wurde das System als rekurrierende Nova eingestuft, aufgrund einer empirischen Daumenregel, nach der man Zwergnovae mit Ausbrüchen kleinerer Amplitude (< 5 mag) und größerer Häufigkeit (Wochen bis Monate) so einordnete.
Weitere Untersuchungen von Beobachtungsdaten, die sowohl in Ruhephasen als auch während Ausbrüchen gewonnen wurden unterstrichen die große Ähnlichkeit des Sterns mit den gut verstandenen Zwergnovae wie WZ Sagittae. Die langfristigen visuellen und fotografischen Aufzeichnungen zeigen zwei Arten von Ausbrüchen, die sich in Helligkeiten und der Zeitskala um einen Faktor 5 unterscheiden.
Photometrische Aufzeichnungen während eines langen Ausbruchs im Jahr 1986 zeigten eine Modulation mit einer großen Amplitude (ein sog. Superhump) mit einer Zeitdauer von 92,7 (oder möglicherweise 99,1) Minuten, die während des Ausbruchs langsam abnahm.
Eine Welle beim Übergang in die Ruhelichtkurve deutete auf eine Periode im Bereich von 80-120 Minuten hin, die der Umlaufdauer einer Binärkomponente entsprechen könnte.
Dies sind normalerweise Signaturen von SU-Ursae-Majoris-Sternen, einer Unterklasse der Zwergnovae. Die bei SU-UMa-Sternen beobachteten Superhumps scheinen einen ähnlichen Grad an Periodeninstabilität aufzuweisen. Ein physikalisch bedeutsamerer Hinweis dafür ist die Perioden-Leuchtkraft-Beziehung: die Perioden nehmen in der frühen Phase um mindestens 0,64 ± 0,10 % ab. Dies ist eine durchaus erklärbare Abnahme, wenn man mit dem vorausgesetzten Modell für die Entstehung von Superhumps annimmt, dass die maximale Helligkeit am äußersten Rand einer Akkretionsscheibe entsteht.
Der aufmerksam beobachtete Ausbruch von WZ Sagittae aus dem Jahr 1978, der aus denselben Gründen zuvor als rekurrierende Nova klassifiziert wurde, machte jedoch klar, dass es sich hierbei nachweisbar um eine Zwergnova handelte, da die Ursache der Eruption an einem bistabilen Zustand der Akkretionsscheibe liegt, der auftritt, wenn die Massenakkretionsrate einen kritischen Wert unterschreitet. Während des Zwergnovaausbruchs kommt es beim Überschreiten einer kritischen Dichte zu einem plötzlichen Anstieg der Viskosität, in dessen Folge die in der Akkretionsscheibe angesammelte Materie verstärkt auf den Weißen Zwerg transferiert wird.
Joseph Patterson et al. beschreiben eine Vielzahl von Aspekten die in 12 Jahren der Beobachtung von VY Aquarii zusammengetragen wurden. Es wurde die Langzeiteruptionsgeschichte, die Spektroskopie und die Photometrie, während der Ruhephase, und die Hochgeschwindigkeits-Photometrie, der Eruption von 1986 untersucht. Diese Daten belegen, dass es sich bei VY Aquarii zweifelsfrei um eine Zwergnova handelt und stellen die umfassende Geschichte der Entwicklung von Superhumps in der Lichtkurve einer Zwergnova dar.

## Geschichte von VY Aquarii
Ursprünglich galt dieser Veränderliche als rekurrierende Nova, doch inzwischen hat sich die Klassifizierung von VY Aquarii grundlegend geändert. Anfangs waren nur der Entdeckungsausbruch mit einer Helligkeit von 8,4m aus dem Jahre 1907 sowie das Maximum aus dem Jahre 1962 bekannt. Doch nach der Untersuchung von Durchmusterungsaufnahmen sowie der intensiven visuellen Überwachung durch Amateurbeobachter in jüngerer Zeit wurde noch eine ganze Reihe weiterer Ausbrüche festgestellt, die zumindest in den Jahren 1929, 1934, 1942, 1958, 1973, 1983 und 1986 auftraten. Visuelle und fotografische Langzeitbeobachtungen zeigen, dass VY Aquarii zwei Arten von Ausbrüchen aufweist, die der Dichotomie von SU-Ursae-Majoris-Sternen entsprechen, nämlich kurz und schwach mit einem „normalen Maxima“ und lang und hell mit einem „Supermaxima“.
Ebenfalls aktiv war VY Aquarii in den Jahren 1939, 1940, und 1964 bis 67. Aus diesem Ausbruchsverhalten und aus den physikalischen Eigenschaften der Akkretionsscheibe wurde schließlich gefolgert, dass VY Aquarii „nur“ eine Zwergnova ist. Wie schon die unterschiedlich hellen und langen Maxima vermuten ließen, so brachte die Entdeckung von Superhumps an den Tag, dass der Veränderliche zu den SU-UMa-Sternen zählt. Auch 1988 und 1989 konnten u. a. von Beobachtern der Berliner Arbeitsgemeinschaft für veränderliche Sterne e. V. (BAV) Maxima von VY Aquarii verfolgt werden. Während das kurze Maximum im August 1989 leider nur ungenügend abgedeckt werden konnte so erlauben die Beobachtungen des Supermaximums vom September desselben Jahres schon eher die Erstellung einer Lichtkurve. Dieses Supermaximum hatte starke Ähnlichkeit mit dem von UV Persei vorgestellten. Dies gilt vor allem für den schnellen Helligkeitsanstieg sowie die Geschwindigkeit beim Abfall. Was in der Lichtkurve mangels Beobachtungen fehlt, ist ein sehr enges, im Helligkeitsabfall auftretendes Zwischenminimum. Dieses Phänomen ist in der Vergangenheit schon desöfternen sowohl bei VY Aquarii selbst wie auch den ähnlichen Zwergnovae AL Coma Berenices, V592 Hercules, WZ Sagittae und RZ Leonis beobachtet worden (die letzteren zwei Sterne galten auch einmal als rekurrierende Novae, V592 Her gar als klassische Nova). Da der Ursprung dieses Phänomens noch nicht endgültig geklärt ist, ist die Überwachung von VY Aquarii und seinen Artgenossen eine durchaus wichtige Angelegenheit.